# Ecsenius australianus
Espèce
Statut de conservation UICN

 LC  : Préoccupation mineure
Ecsenius australianus (le « blenny australien ») est un petit poisson marin de la famille des Blenniidae. Il est brun rougeâtre avec une face ventrale blanche. Il vit dans les eaux marines peu profondes des tropiques. On le trouve souvent le long de la Grande barrière de corail et la Mer de Corail en Australie.

## Taxonomie
Victor G. Springer décrit la nouvelle espèce Ecsenius australianus en 1988. Springer pensait que E. australianus était étroitement lié à E. fourmanoiri. Les points de similitudes entre ces deux espèces étant « les raies et bandes larges et sombres » et « les bords des opercules noirs », que l'on ne retrouve pas chez les autres membres du groupe "Opsifrontalis". Les spécimens conservés ont aussi des points similaires à E. opsifrontalis. Toutefois, E. australianus diffèrent d’E. opsifrontalis et d’E. fourmanoiri par le nombre de rayons de leurs nageoires rayons et de vertèbres.

## Description
Ce sont de petits poissons, atteignant une longueur de seulement 6 cm. Les deux tiers dorsaux du corps sont brun rougeâtre, avec deux rangées de taches blanches. Le tiers ventral est de couleur blanche. Une bande rouge-brun bordée de blanc va de l'extrémité arrière de l'opercule jusqu'aux yeux. La couleur des bandes peut varier selon les individus entre un orange-rouge clair et un brun-rose. Vers l'extrémité postérieure, la coloration vire au gris.
La nageoire dorsale a douze épines et 13 à 15 rayons mous. La nageoire anale a deux épines et 15 à 17 rayons mous. La nageoire pectorale a généralement  13 rayons mous, mais peut parfois en avoir 14. La nageoire caudale a 14 rayons.
Ce sont des poissons ovipares. Les œufs se développent au fond de l'eau et sont adhérents entre eux.

## Distribution et habitat
On les trouve dans l'ouest de l'océan Pacifique, essentiellement dans la Grande barrière de corail et la Mer de Corail. Ils sont associés à des récifs coralliens dans les eaux peu profondes le long du nord de la Grande barrière. Alors qu'ils sont actuellement limités à la région nord de la Grande barrière de corail, leur territoire peut s'étendre vers le sud avec ceux de plusieurs autres espèces de la même famille si la température de l'eau augmente à cause de changement climatique.